# Merosargus alticola
Merosargus alticola är en tvåvingeart som beskrevs av Mcfadden 1971. Merosargus alticola ingår i släktet Merosargus och familjen vapenflugor. Inga underarter finns listade i Catalogue of Life.